# Sascha Horvath
Sascha Horvath (* 22. August 1996 in Wien) ist ein österreichischer Fußballspieler auf der Position eines Mittelfeldspielers, der beim LASK unter Vertrag steht.

## Karriere

### Verein
Sascha Horvath wurde am 22. August 1996 als Sohn des Amateurfußballspielers Roman Horvath, der es in seiner aktiven Zeit auf über 200 Einsätze in der drittklassigen Regionalliga gebracht hatte, in Wien geboren. Sein Großonkel ist Rudolf Horvath, der 3 Spielzeiten für den First Vienna FC in der obersten Liga tätig war, wobei er 1973/74 10 Tore erzielte. Horvath begann seine Karriere kurz nach seinem siebenten Geburtstag im September 2003 im Nachwuchsbereich des SV Schwechat, bei dem sein Vater zum damaligen Zeitpunkt in der Herrenmannschaft spielte, und wechselte kurz vor dem neunten Geburtstag im August 2005 in die Jugendabteilung des FK Austria Wien. Nachdem er 2007/08 bereits zu regelmäßigen Einsätzen in der U-13-Mannschaft gekommen war, war er 2008/09 mit 17 Einsätzen und einem Tor schon Stammkraft der offensiv sehr starken Jugendauswahl, die den Vizemeistertitel hinter der U-13 der Vienna gewann. Des Weiteren brachte er es zu dieser Zeit bereits zu vereinzelten Einsätzen im U-14-Team, das in dieser Saison den Meistertitel feierte. 2009/10 konnte er für die U-15-Mannschaft der Austria, die in weiterer Folge wieder überlegener Meister wurde, seine Torgefährlichkeit unter Beweis stellen. Als Stammkraft der U-15-Akademiemannschaft, für die Horvath in der Spielzeit 2010/11 in allen 22 Ligapartien eingesetzt wurde und sieben Tore schoss, wurde er zum wiederholten Male Meister. In der nachfolgenden Saison 2011/12 wurde der ausgebildete Mittelfeldakteur erstmals im U-18-Akademieteam eingesetzt, brachte es dabei in der „ÖFB Jugendliga U18“ auf neun Einsätze und zwei Treffer und wurde hinter der Akademiemannschaft von Red Bull Salzburg Vizemeister.
Am 2. März 2012 lief der Mittelfeldspieler beim 3:0-Heimsieg gegen den SKU Amstetten zum ersten Mal in der zweiten Kampfmannschaft der Austria in der Regionalliga Ost auf. Nach insgesamt elf Einsätzen und seinem ersten Treffer im Erwachsenenbereich, den er am 16. Mai als hängende Spitze bei einer 1:2-Niederlage gegen das FAC Team für Wien erzielte, beendete Horvath mit der Mannschaft die Saison auf dem dritten Tabellenrang. Nachdem nichts Konkretes über Jugendeinsätze in der Spielzeit 2012/13 bekannt ist, avancierte er in dieser Saison zu einer Stammkraft im Mittelfeld des Regionalligateams. 21 Ligaeinsätzen standen ein Tor und vier Torvorlagen gegenüber; die Saison wurde dabei mit drei Punkten Rückstand auf Parndorf auf dem zweiten Platz beendet.
Neben neun Regionalligaeinsätzen und einer Torvorlage war Sascha Horvath 2013/14 unter anderem Teil der Austria-Mannschaft, die an der UEFA Youth League 2013/14 teilnahm. Dort führte er das Team als Kapitän bis ins Achtelfinale, wo es nach einem 1:4 gegen die Alterskollegen des späteren Finalisten Benfica Lissabon vom laufenden Wettbewerb ausschied. Mit dem Regionalligateam wurde er wiederum zum wiederholten Male, diesmal hinter dem FAC Team für Wien, Vizemeister. Des Weiteren feierte er in dieser Saison sein Bundesligadebüt, als er am 3. November 2013 beim 3:0-Auswärtserfolg gegen den SC Wiener Neustadt in Minute 80 für Marin Leovac eingewechselt wurde. Bis zum Ende der Spielzeit brachte er es Horvath, der bereits in der vorhergegangenen Saison kurzzeitig, jedoch ohne Einsatz, im Profikader stand, auf 12 Bundesligaeinsätze und erreichte mit dem Team im Endklassement den vierten Tabellenplatz. Nach 17 torlosen Regionalliga- und zwei ebenso torlosen Bundesligaeinsätzen konnte er 2014/15 mit beiden Mannschaften keine nennenswerten Tabellenpositionen erreichen.
Nachdem der FK Austria Wien bereits Ende Mai 2015 den Abgang Horvaths zum Ende der Saison bekanntgegeben hatte, wurde am 3. Juni 2015 dessen Wechsel zum Ligakonkurrenten SK Sturm Graz, bei dem der zu diesem Zeitpunkt 38-fache Nachwuchsnationalspieler einen Dreijahresvertrag unterschrieb, bekannt.

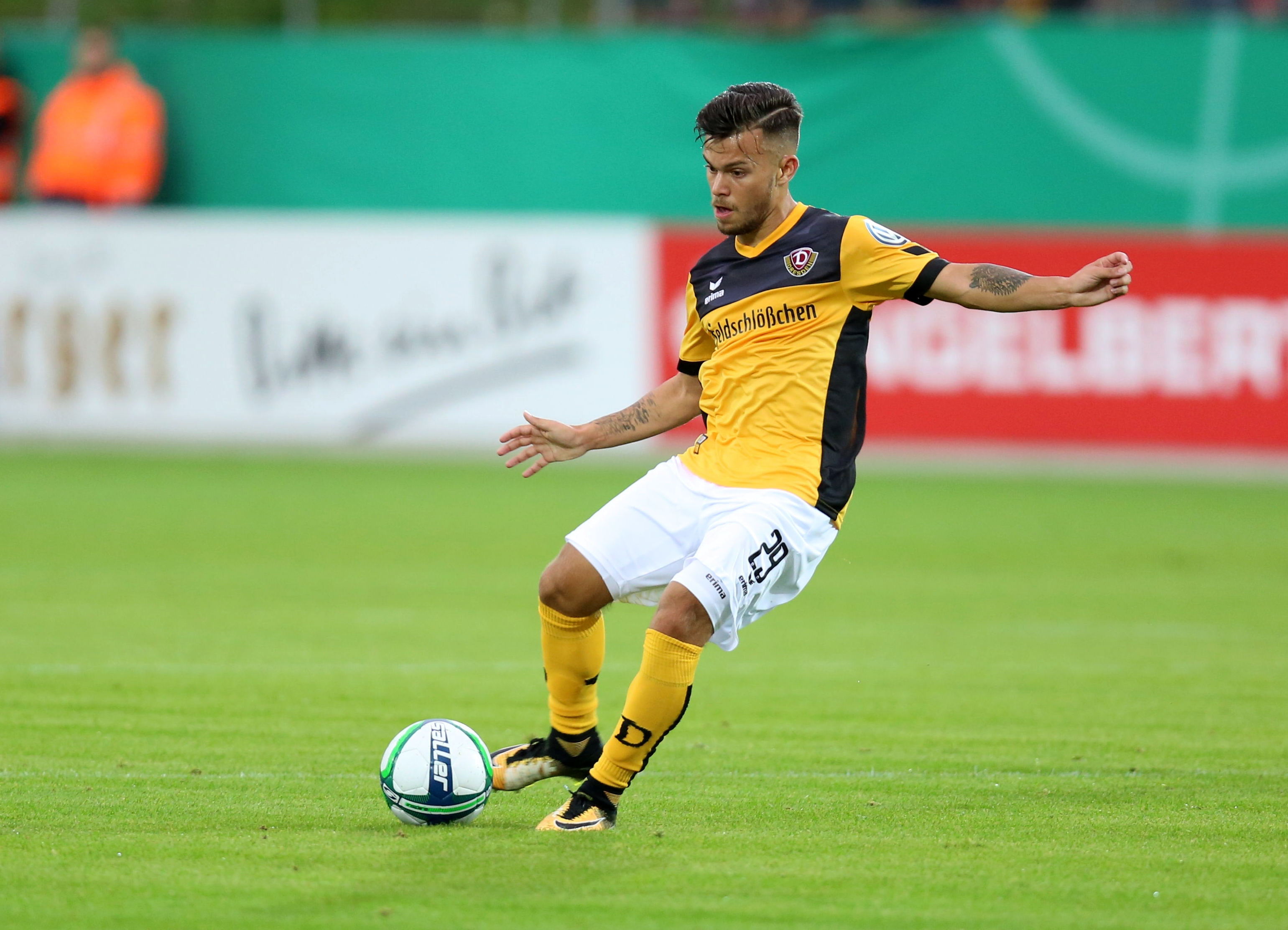
Sascha Horvath im Trikot von Dynamo Dresden (2017)

Zur Saison 2017/18 wechselte Horvath nach Deutschland zum Zweitligisten Dynamo Dresden, bei dem er einen bis Juni 2021 gültigen Vertrag erhielt. Im Februar 2019 wechselte er leihweise zurück nach Österreich zum Bundesligaaufsteiger FC Wacker Innsbruck, mit dem er am Saisonende wieder aus der Bundesliga abstieg. Nach dem Ende der Leihe kehrte er zur Saison 2019/20 nach Dresden zurück. Für Dynamo kam er zu 23 weiteren Zweitligaeinsätzen, ehe er mit dem Verein am Saisonende in die 3. Liga abstieg.
Nach einem Drittligaeinsatz kehrte er im Oktober 2020 nach Österreich zurück und schloss sich dem Bundesligisten TSV Hartberg an, bei dem er einen bis Juni 2022 laufenden Vertrag erhielt. Für Hartberg kam er zu insgesamt 31 Bundesligaeinsätzen, in denen er fünf Tore erzielte. Im August 2021 wechselte er innerhalb der Liga zum LASK, bei dem er bis Juni 2024 unterschrieb.

### Nationalmannschaft

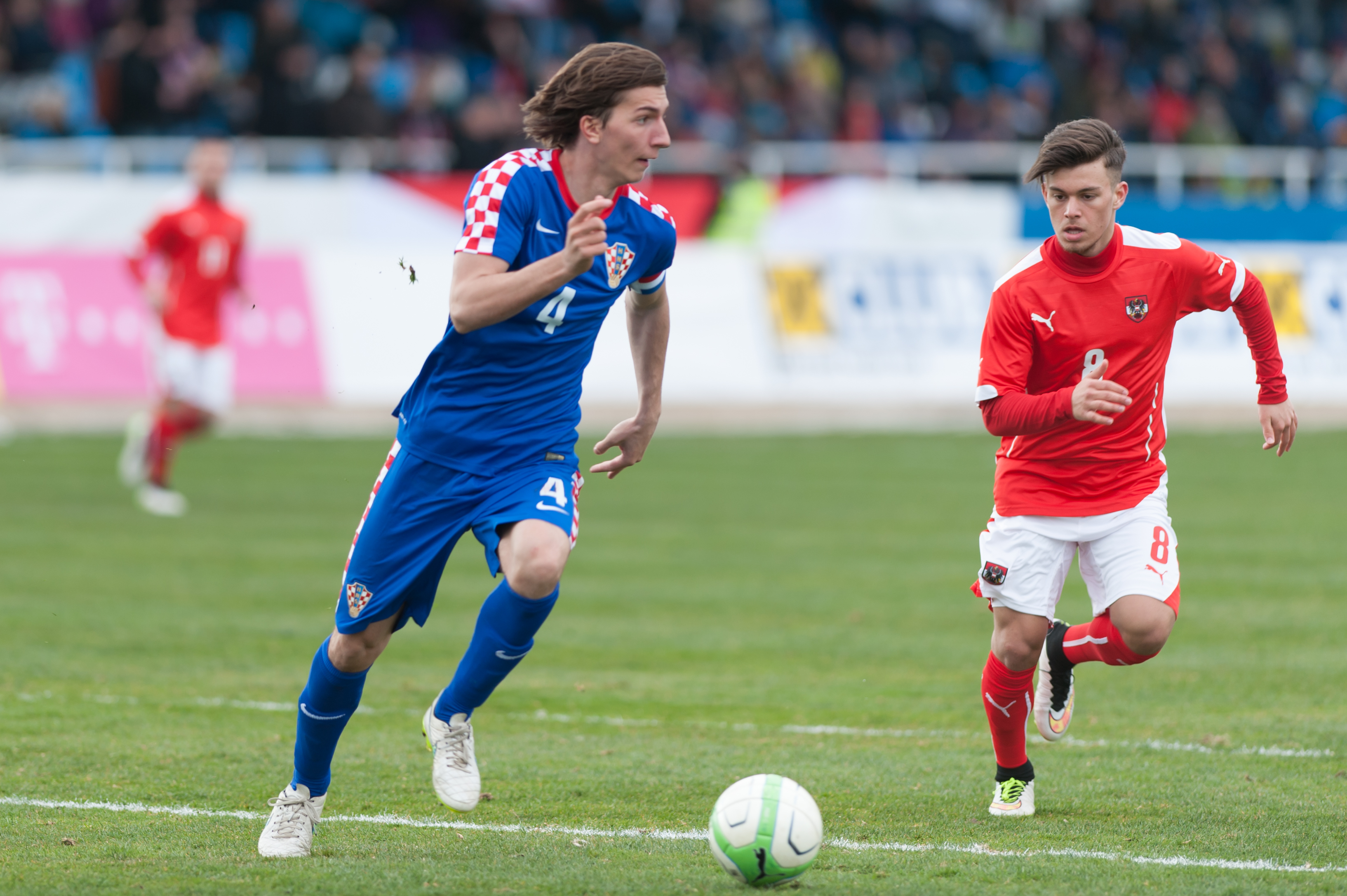
Sascha Horvath (rechts) im Duell mit Ivan Šunjić (2015)

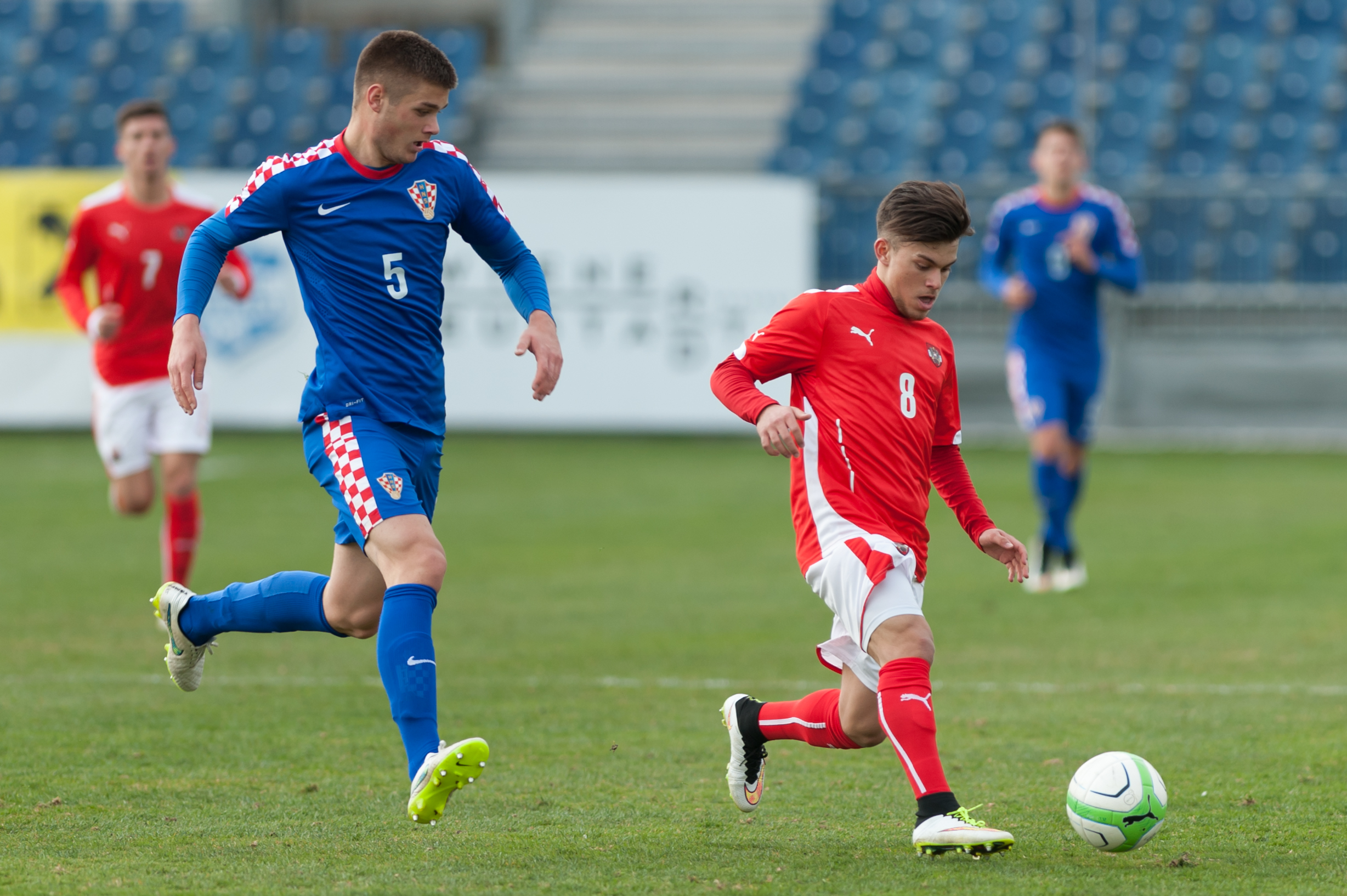
Sascha Horvath (rechrts) erkämpft sich den Ball vor Duje Ćaleta-Car (2015)

Sein Debüt in einer österreichischen Nachwuchsnationalmannschaft gab Horvath am 11. Mai 2011 bei einem 1:0-Erfolg über die Alterskollegen des Nachbarlandes Slowakei, als er von Beginn an spielte und in der 41. Minute durch Klubkollegen Michael Endlicher ausgewechselt wurde. Im weiteren Verlauf des Jahres folgten zwei weitere freundschaftliche U-16-Länderspieleinsätze, bei denen ihm auch ein Treffer gelang, ehe er im Folgejahr unter Hermann Stadler in die U-17-Nationalmannschaft einberufen wurde. Für diese gab er schließlich am 21. März 2012 beim 3:1-Sieg über die tschechische U-17-Nationalelf sein Debüt, wobei er von Beginn an zum Einsatz kam, in der 14. Spielminute nach einem Sololauf den 1:0-Führungstreffer für Österreich erzielte und in Minute 57 durch Adnan Ramakić, Sohn von Ervin Ramakić, ersetzt wurde. Nach weiteren zwölf freundschaftlichen Länderspieleinsätzen, zwei Toren und einer Torvorlage nahm Sascha Horvath mit den Österreichern an der U-17-Fußball-Europameisterschaft 2013 in der Slowakei teil. Dort wurde er in allen drei Spielen seines Teams als zentraler Mittelfeldspieler eingesetzt und schied mit der Mannschaft noch in der Gruppenphase vom laufenden Turnier aus.
Nachdem er noch am 14. August 2013 beim 2:1-Sieg über Italiens U-17 über eine Halbzeit eingesetzt wurde, stand er in den nachfolgenden sieben Länderspielen nicht mehr im Aufgebot, ehe er Mitte Oktober mit einem Freundschaftsspieleinsatz gegen die Elfenbeinküste wieder ins Team zurückkehrte. Kurz darauf reiste er mit der Mannschaft bereits in die Vereinigten Arabischen Emirate, wo er an der U-17-Fußball-Weltmeisterschaft 2013 teilnahm. Die WM beendete der offensiv eingesetzte Mittelfeldspieler mit der Mannschaft als Letztplatzierter der Gruppe E hinter Argentinien, Iran und Kanada. Beim 2:2-Remis gegen die U-17 Kanadas, dem einzigen erreichten Punkt Österreichs, erzielte er nach Vorlage von Daniel Ripic den Führungstreffer zum 1:0. Nachdem er zwischen 2012 und 2013 21 Länderspiele für die österreichische U-17-Nationalauswahl absolviert hatte, wurde er im Juni 2014 erstmals in der nachfolgenden U-18-Mannschaft eingesetzt.
Nach drei Einsätzen innerhalb weniger Tage an der Qualifikation zur U-19-EM nahm er mit dem Team im Juli am anschließenden Turnier in Ungarn teil, wobei es das Team bis ins Halbfinale schaffte, wo es gegen den anschließenden Weltmeister Deutschland klar mit 0:4 unterlag. Horvath, der für das Team in allen vier Begegnungen eingesetzt wurde, konnte sich mit der Mannschaft aufgrund der guten Platzierung für die U-20-WM 2015 in Neuseeland qualifizieren. In den folgenden Monaten brachte es Horvath auf einen weiteren freundschaftlichen Länderspieleinsatz sowie auf sechs Einsätze in der Qualifikation zur U-19-EM 2015, bei denen er mit der Mannschaft fünf Mal als Sieger vom Platz ging und sich somit für das eigentliche Turnier in Griechenland qualifizierte. Ins Team, das im Mai bzw. Juni 2015 an der U-20-WM teilnahm, wurde Sascha Horvath schlussendlich nicht einberufen.
Im November 2015 debütierte er gegen Finnland für die U-21-Auswahl.

## Erfolge
- Vizemeister der Regionalliga Ost: 2012/13 und 2013/14